# Nhà máy nhiệt điện Mạo Khê
Nhà máy nhiệt điện Mạo Khê chạy than nằm trên địa bàn các phường Xuân Sơn, Bình Khê và Tràng An thuộc thành phố Đông Triều, tỉnh Quảng Ninh, Việt Nam với tổng diện tích 72ha do Tập đoàn Công nghiệp Than - Khoáng sản Việt Nam (Vinacomin) làm chủ đầu tư. Tổng công suất của nhà máy là 440MW và sản lượng điện năng hàng năm cung cấp khoảng 2,6 tỷ KWh.

## Công nghệ
Nhà máy có 2 tổ máy được bố trí theo hình khối, mỗi tổ máy có 1 lò hơi sôi tuần hoàn, 1 tua bin hơi, 1 máy phát, 1 máy biến áp tăng áp. Trong đó, lò hơi sôi tuần hoàn (CFB) có bao hơi và quá trình nhiệt trung gian do hãng Foster Wheeler cung cấp. Đặc biệt, lò CFB có thể đốt than với hiệu suất đốt cháy cao, than cháy kiệt có thể vận hành ổn định ở phụ tải thấp nhất bằng 40% phụ tải định mức mà không cần đốt thêm dầu kèm. Có thể nói TKV là đơn vị đầu tiên áp dụng công nghệ này tại Việt Nam để đốt than nhiệt lượng thấp ở các dự án nhiệt điện như: Cao Ngạn, Sơn Động, Cẩm Phả 1 và 2. Việc sử dụng công nghệ CFB sẽ mang đến hiệu quả tốt hơn nhiều về môi trường so với công nghệ lò hơn đốt than phun, bởi khả năng khử lưu huỳnh trong khói thải bằng việc đốt kèm đá vôi trong buồng đốt, khử bụi tĩnh điện hiệu suất cao hơn 99,8%.
Lò CFB có thể đốt than với hiệu suất đốt cháy cao, than cháy kiệt, nên tro xỉ thải ra có thể tận dụng làm vật liệu xây dựng. Với ống khói được xây cao 150 mét, hệ thống nước thải khép kín và được tái sử dụng sau khi xử lý, do vậy đã hạn chế đến mức thấp nhất việc xả thải ra môi trường. Nhà máy có nhiều thuận lợi về nguồn nguyên liệu và cơ sở hạ tầng cho ngành công nghiệp điện. Tại vị trí này, Nhà máy có thể sử dụng hiệu quả và tiết kiệm nguồn nguyên liệu là than cám nhiệt lượng thấp từ các mỏ Mạo Khê, Tràng Bạch, Khe Chuối, Hồng Thái. Than và tro xỉ của Nhà máy được vận chuyển đến kho và bãi thải bằng hệ thống băng tải.

## Dự án xây dựng và sản xuất
Dự án Nhà máy nhiệt điện Mạo Khê khởi công xây dựng từ ngày 8 tháng 7 năm 2009 với tổng mức đầu tư khoảng 9.315 tỷ đồng tương đương 577 triệu đô la.
Ngày 29 Tháng 6 năm 2012, Nhà máy đã tiến hành đốt lò tổ máy số 1 bằng dầu FO, Dự kiến tháng 11 năm 2012 Nhà máy đi vào phát điện thương mại hòa vào lưới điện quốc gia.